# Amedeo Amadei
Amedeo Amadei (* 26. Juli 1921 in Frascati; † 24. November 2013 ebenda) war ein italienischer Fußballspieler und -trainer, der lange Zeit für den AS Rom und den AC Neapel spielte, mit der Roma Meister wurde und mit der italienischen Fußballnationalmannschaft an der Fußball-Weltmeisterschaft 1950 teilnahm.

## Karriere

### Vereinskarriere
Amedeo Amadei, geboren 1921 im mittelitalienischen Frascati, begann seine Karriere beim AS Rom. Von 1936 bis 1938 machte er sechs Spiele für die Römer, ehe er für ein Jahr zum Zweitligisten Atalanta Bergamo wechselte und den Lombarden zum Aufstieg in die Serie A verhalf. Zur Saison 1939/40 kehrte Amadei wieder nach Rom zurück und wurde in der folgenden Spielzeit Siebenter. Im Jahr darauf wurde Amadei hinter Ettore Puricelli von der AGC Bologna Zweiter in der Torschützenliste. 1941/42 gewann er unter Alfréd Schaffer seine einzige Italienische Meisterschaft. Was die erzielten Tore in der Erstligasaison anging, diesmal hinter Aldo Boffi von der AC Mailand. Dieser Scudetto bedeutete den ersten Meistertitel für den AS Rom, der sich erst etwa fünfzehn Jahre zuvor aus der Fusion einiger römischer Verein gebildet hatte. Als amtierender Meister wussten die Spieler der Roma in der Saison 1942/43 dann jedoch nicht zu überzeugen und es wurde nur der elfte Tabellenrang erreicht. Amedeo Amadei gelangen elf Treffer. Nach der Saison 1942/43 wurde der Spielbetrieb in Italien aufgrund des Zweiten Weltkrieges unterbrochen und erst 1945/46 wieder aufgenommen. Amedeo Amadei blieb seinem Verein auch über die Pause hinweg treu und spielte noch bis 1948 im Trikot der Roma, konnte aber mit diesen nicht an Erfolg aus Vorkriegstagen anknüpfen. 
1948 schloss er sich dem AS Ambrosiana, dem heutigen Inter Mailand, an. Gleich in seiner ersten Saison wurde Amadei wieder einmal zweitbester Torschütze der Serie A und auch mit seinem Verein errang er die Vizemeisterschaft, nur fünf Punkte hinter der damals dominanten AC Turin. Die Spielzeit 1949/50 endete für Ambrosiana-Inter auf dem dritten Rang. Danach verließ Amadei den Verein und schloss sich der AC Neapel aus Italiens Süden an. Als Aufsteiger wurde Napoli gleich Sechster und etablierte sich in den folgenden Jahren im oberen Mittelfeld der Serie A, wozu auch Amedeo Amadei seinen Teil beitrug, der in jeder Saison einige Tore beisteuerte. Insgesamt spielte er bis 1956 in Neapel, ehe er im Alter von 35 Jahren seine aktive Karriere beendete. Später war Amedeo Amadei zweimal Trainer der AC Neapel, von 1956 bis 1959 und von 1959 bis 1961 betreute er mit einer kurzen Unterbrechung die Mannschaft Napolis. Zwischen 1972 und 1978 war er verantwortlicher Coach der italienischen Frauennationalmannschaft.

### Nationalmannschaft
Zwischen 1949 und 1953 kam Amedeo Amadei zu dreizehn Einsätzen in der italienischen Fußballnationalmannschaft. Sein erstes Länderspiel machte er am 27. März 1953 in Madrid beim 3:1-Erfolg gegen Spanien. Dabei gelang ihm sogleich ein Torerfolg. Auch bei seinem zweiten Einsatz knappe zwei Monate darauf in Florenz gegen Österreich im Rahmen des Europapokal der Fußball-Nationalmannschaften, traf er erneut. Insgesamt machte Amedeo Amadei in seinen dreizehn Länderspielen sieben Tore für Italien. Von Nationaltrainer Ferruccio Novo wurde er ins Aufgebot für die Fußball-Weltmeisterschaft 1950 in Brasilien berufen. Bei dem Turnier, das für Italien als amtierender Weltmeister – die letzte Weltmeisterschaft war 1938 gewesen – mit dem Aus nach der Vorrunde endete, kam Amadei in einem Spiel zum Einsatz. Im Pacaembu-Stadion von São Paulo war er Teil der italienischen Mannschaft, die gegen Paraguay mit 2:0 gewann. Nach dem Spiel, in dem Amadei kein Tor erzielte, wurde er nicht mehr eingesetzt. Auch nach der Weltmeisterschaft musste er fast ein Jahr auf sein nächstes Länderspiel warten, dieses folgte am 8. April 1951 in Lissabon gegen Portugal (4:1). Mit diesem Spiel etablierte er sich wieder in der Nationalelf und kam bis zu seinem letzten Länderspiel am 17. Mai 1953 in Rom gegen Ungarns Goldene Elf (0:3) zu fünf weiteren Einsätzen in der Nationalmannschaft.
Amadeo Amadei verstarb in der Nacht zum 24. November 2013 in seiner Heimatstadt Frascati.

## Erfolge
- Italienische Meisterschaft: 1941/42